# Chrysso
Chrysso este un gen de păianjeni din familia Theridiidae.

## Specii[1]
- Chrysso albipes
- Chrysso albomaculata
- Chrysso alecula
- Chrysso anei
- Chrysso antonio
- Chrysso argyrodiformis
- Chrysso arima
- Chrysso arops
- Chrysso backstromi
- Chrysso barrosmachadoi
- Chrysso bimaculata
- Chrysso calima
- Chrysso cambridgei
- Chrysso caraca
- Chrysso caudigera
- Chrysso compressa
- Chrysso cyclocera
- Chrysso diplosticha
- Chrysso ecuadorensis
- Chrysso foliata
- Chrysso gounellei
- Chrysso huae
- Chrysso huanuco
- Chrysso indicifera
- Chrysso intervales
- Chrysso isumbo
- Chrysso lativentris
- Chrysso lingchuanensis
- Chrysso mariae
- Chrysso melba
- Chrysso nigra
- Chrysso nigriceps
- Chrysso nigrosterna
- Chrysso nordica
- Chrysso orchis
- Chrysso oxycera
- Chrysso pelyx
- Chrysso picturata
- Chrysso pulcherrima
- Chrysso pulchra
- Chrysso questona
- Chrysso ribeirao
- Chrysso rubrovittata
- Chrysso sasakii
- Chrysso scintillans
- Chrysso shimenensis
- Chrysso sicki
- Chrysso silva
- Chrysso simoni
- Chrysso spiniventris
- Chrysso subrapula
- Chrysso sulcata
- Chrysso tiboli
- Chrysso trimaculata
- Chrysso trispinula
- Chrysso vallensis
- Chrysso wangi
- Chrysso wenxianensis
- Chrysso vesiculosa
- Chrysso vexabilis
- Chrysso viridiventris
- Chrysso vitra
- Chrysso vittatula
- Chrysso volcanensis